# Uraecha yunnana
Uraecha yunnana är en skalbaggsart som beskrevs av Stefan von Breuning 1936. Uraecha yunnana ingår i släktet Uraecha och familjen långhorningar. Inga underarter finns listade i Catalogue of Life.